# Christopher Papamichalopoulos
Christopher Papamichalopoulos(Atenas, 5 de abril de 1988) é um esquiador alpino cipriota que competiu nos Jogos Olímpicos de Inverno de 2010.

## Cerimônia de Abertura
Christopher Papamichalopoulos foi o porta-bandeira do Chipre na Cerimônia de abertura dos Jogos Olímpicos de Inverno de 2010.